# Ченнини, Ченнино
Ченнино Ченнини (итал. Cennino Cennini; последняя треть XIV века — середина XV века) — итальянский живописец периода кватроченто, или раннего Возрождения, родом из Колле-ди-Валь-д’Эльса (близ Флоренции). Автор знаменитого сочинения «Трактат о живописи» (Trattato della pittura).

## Биографические сведения
Точная дата рождения Ченнино неясна; известно, что он родился во второй половине XIV века в местечке Колле-ди-Валь-д’Эльса. Его отец Андреа, по-видимому, был художником, мастерская которого находилась во Флоренции на той же улице, где располагалась мастерская Аньоло Гадди, живописца, принадлежавшего известному флорентийскому художественному клану Гадди. Непосредственно о Ченнино не сохранилось почти никаких архивных документов. Нет сведений о том, что он вступал во флорентийские гильдии или братства, имеющие отношение к искусству. Единственные два нотариальных документа, касающиеся его жизни, обнаружены в Падуе: один от 13 августа 1398 года сообщает, что Ченнини поступил на службу к правителю Падуи Франческо да Каррара, где в качестве трубача служил и его брат Маттео; второй, от 19 августа 1398 года сообщает, что художник женился на некой Рикке ди Читтаделла. Предполагают, что в Падую художник прибыл по приглашению Бонифачо Лупи, основателя госпиталя Св. Бонифация, так как в этом учреждении сохранилась единственная работа Ченнини, которую довольно уверенно приписывают художнику. Вероятно, в этом городе Ченнини прожил какое-то существенное время, так как его жена происходила из контадо (района вокруг Падуи).
Когда Ченнини написал свой трактат — точно неизвестно, но из него можно узнать, что он обучался в мастерской Аньоло Гадди, одного из поздних последователей Джотто. Ченнини сознавал, что является второстепенным художником, и в трактате честно называет себя «один из малых членов, упражняющихся в искусстве живописи». После исследований Босковица, когда был собран скромный каталог его работ, Ченнини выглядит как художник, принадлежавший к числу тех многочисленных провинциальных мастеров-ремесленников, которые в конце XIV века работали в ателье Орканьи, Гадди или Джерини, используя старые формулы Джотто, но стремясь придать им новое звучание с помощью декоративных ухищрений — работы с позолотой, разной позолочённой лепниной и так далее.
Неизвестно, как долго Ченнини жил в Падуе, предполагают, что он вернулся во Флоренцию после поражения Каррары в 1405 году. Также неизвестно точно, когда художник скончался. Согласно Дини (1905), он мог умереть после 1437 года. Его гипотеза основана на том, что старейшая рукопись «Трактата о живописи» (Библиотека Лауренциана, Флоренция) датируется 31 июля 1437 года и происходит «ex stincarum», то есть из тюремной камеры для должников. Однако списки заключённых с 1396 по 1462 год утрачены, поэтому установить имена должников, населявших флорентийскую тюрьму 31 июля 1437 года, сегодня невозможно, так что смерть художника остаётся такой же загадочной, как и вся его жизнь.

## Произведения
Джорджо Вазари сообщает, что в его время в лоджии госпиталя Св. Бонифация находилась фреска «Мадонна со святыми», которая принадлежит кисти Ченнини. В 1787 году во время реконструкции госпиталя, её перенесли на холст, и с тех пор она хранится во флорентийских галереях (впервые была показана на выставке в 1957 г.). Однако состояние фрески столь плохое, что такие исследователи творчества Ченнини, как Уго Прокаччи и Миклош Босковиц, не считают что это та самая фреска, которую упоминает Вазари. Основанием для определения манеры художника послужили фрески с Историей св. Стефана в монастыре Сан Луккезе в окрестностях Поджибонси. Эти фрески традиционно приписывали Таддео Гадди, но в документах, имеющих отношение к их созданию, фигурирует художник «Colensis patria» («уроженец Колле»), который завершил их в 1388 году. Большинство исследователей согласно с тем, что «уроженец Колле» — Ченнино Ченнини. Основываясь на этом, Босковиц приписал Ченнини две другие работы, которые вне сомнений происходят из Колле-ди-Валь-д’Эльса — «Рождество Марии» (хранится в Пинакотеке Сиены, но происходит из храма в Колле) и уличный табернакль «Мадонна с Младенцем», который и сейчас находится на одной из улиц тосканского городка. Далее ему были приписаны две панели от крупного полиптиха — «Св. Августин (?)» и «Св. Григорий» (Берлин, Государственные музеи) и три разных «Мадонны с Младенцем» из частных коллекций. Это всё, что эксперты смогли собрать вокруг имени Ченнини.

## Трактат
Настоящая слава художника связана не с его живописью, а с теоретическим сочинением «Трактат о живописи» (Trattato della pittura), которым он увековечил своё имя. По общему мнению специалистов, эта книга суммирует все средневековые технологии создания живописных произведений, подводит им итог и иногда намечает пути разработки новых художественных проблем, которые пытались разрешить художники раннего итальянского Возрождения. Почти все главы книги посвящены технике живописи и использования материалов. Автор рассказывает, как нужно грунтовать доску, растирать краски, готовить кисти; как делать подготовительные рисунки на доске и стене, как рисовать разными способами, как писать по влажной стене (фреска), и как писать по сухой стене (секко), как накладывать и полировать золото, как писать миниатюру, расписывать ткани и делать гипсовые слепки. Эти описания являются весьма ценным источником знаний о средневековых техниках живописи.
Кроме того, в трактате Ченнини есть разделы, имеющие скорее теоретическое, чем практическое значение. В них даётся определение основных понятий живописного искусства: рисунок, колорит, рельеф. Эти определения были приняты и развиты в дальнейших рассуждениях теоретиков искусства, таких как Леон Баттиста Альберти и Леонардо да Винчи. В книге есть и прямые рекомендации художникам: «Твоя жизнь всегда должна быть распределена так, как если бы ты изучал теологию, или философию, или другие науки, а именно: есть и пить умеренно, по крайней мере, два раза в день, употребляя лёгкие и питательные кушанья и лёгкие вина».
Трактат был известен уже во времена Вазари, но опубликован впервые в Италии в 1821 году. Поскольку первое издание оказалось недостаточно точным, Карло и Гаэтано Миланези переиздали его в 1859 году, создав критическую версию c комментариями, основанную на всех трёх существующих рукописях. В дальнейшем Трактат Ченнини был издан на английском (1844) и французском (1858) языках. Русское издание увидело свет в 1933 году в переводе А. Лужнецкой.